# 馬田·雷力
馬田·雷力（Martin Rainer，1977年2月27日—），生於奧地利，奧地利足球運動員，司職中堅，以本地球員身份註冊，正職為著名水晶品牌施華洛世奇（Swarovski）的香港及台灣區董事總經理，現時效力香港超級聯賽球會港會。

## 球會生涯
雷力（前譯雷拿）生於奧地利，畢業於奧地利最高學府因斯布魯克大學，2006年獲奧地利施華洛世奇總公司調派到香港，在2010年加入由業餘球員組成的香港甲組足球聯賽球會港會，出戰頂級聯賽，不過港會以9戰2和7負只得2分排包尾，然而在2011年1月8日在青衣運動場上演的聯賽盃8強賽事，卻以2–1爆冷擊敗大埔，首次殺入聯賽盃4強，及後在2月13日的聯賽盃4強加時以1–2不敵天水圍飛馬出局。2016－17球季，雷力隨港甲亞軍港會升上香港超級聯賽，但港會仍然維持其業餘身份，陣中球員都有正職。於2016年11月18日對東方龍獅的聯賽正選上陣，亦是他首次在港超聯比賽。

## 個人生活
雷力貌似前英格蘭名宿碧咸，所以有「港會碧咸」之稱。他在香港足球總會的註冊譯名為雷力（前譯雷拿），而在施華洛世奇（Swarovski）的卡片印上的中文名字是韋柏堅。

## 球會榮譽
港會
- 香港甲組聯賽亞軍（2015–16季度）

## 外部連結
- 香港足球總會網頁球員註冊資料 （页面存档备份，存于）
- Transfermarkt （页面存档备份，存于）